# Bonifacio Joaquim de Sant'Anna

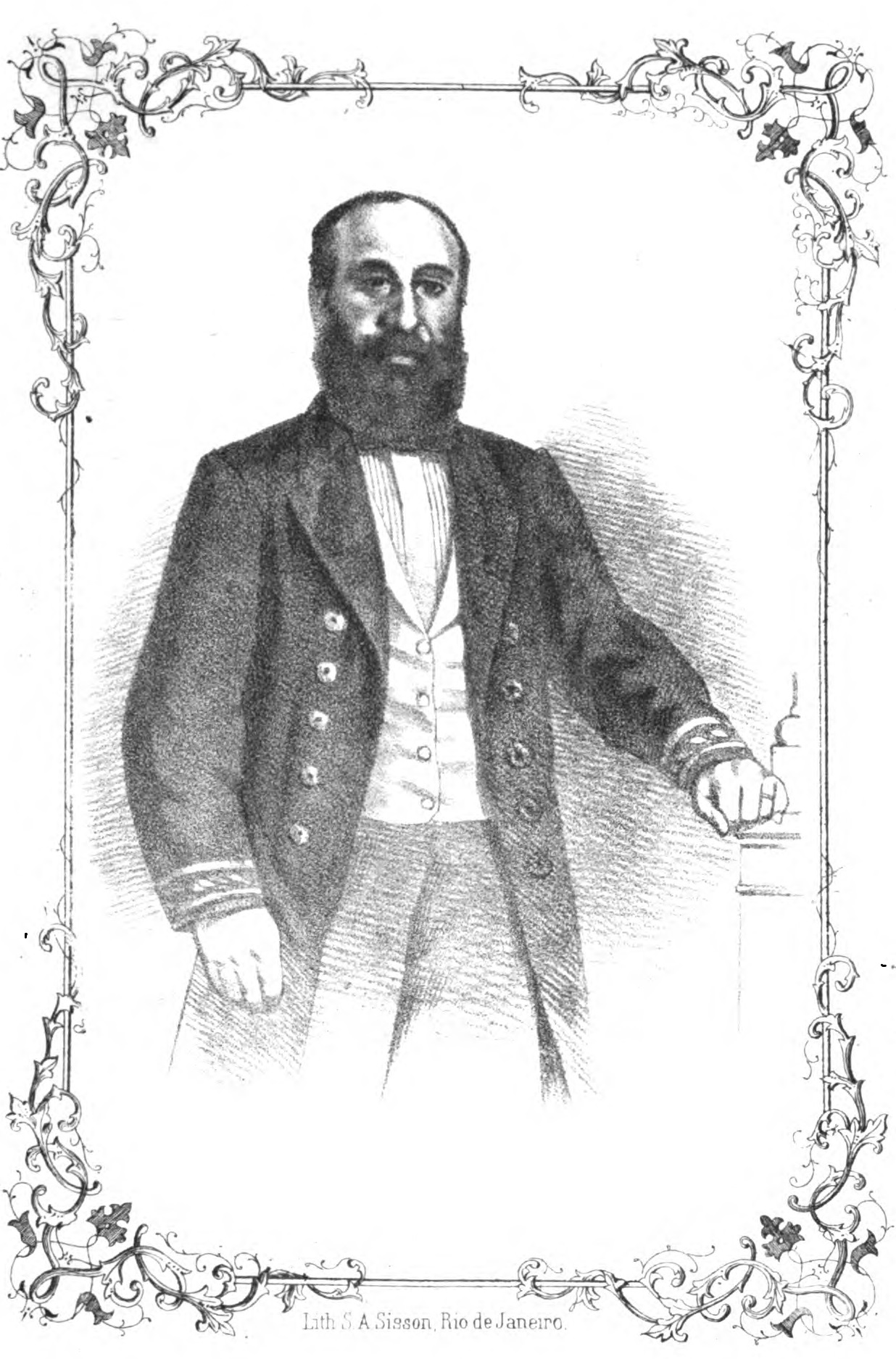
Bonifácio Joaquim de Sant'Anna (S. A. Sisson).

Bonifácio Joaquim de Sant’Anna nasceu na cidade do Rio de Janeiro, em 5 de junho de 1822. Filho de Bonifácio Joaquim de Sant’Anna e Maria do Carmo, assentou Praça de Aspirante a Guarda-Marinha em 17 de novembro de 1838. Nesse ano, iniciou a sua carreira naval e, após dois anos, dada à sua aplicação acadêmica, foi promovido a Guarda-Marinha enquanto estava embarcado na Corveta Regeneração, seu primeiro navio.
Na trajetória da sua breve carreira naval, destacou-se pelo denodo demonstrado durante a Campanha da Guerra da Tríplice Aliança, quando, no posto de Capitão-Tenente. Comandou a Corveta Beberibe durante as ações em Corrientes, Batalha Naval do Riachuelo e na passagem de Mercedes, ocasião em que foi gravemente ferido por um projetil paraguaio e, em razão desse ferimento, faleceu a bordo dois dias depois, a 20 de junho de 1865.

## Guerra do Paraguai
A corveta Beberibe, sob seu comando, partiu de Buenos Aires em 30 de abril, integrando a Esquadra comandada pelo Almirante Barroso, composta pela Fragata Amazonas (capitânia), Belmonte e Parnahyba e pelas Canhoneiras Araguary, Mearim, Ipiranga, Iguatemy e Jequitinhonha. A Esquadra subiu o rio Paraná a fim de bloquear efetivamente o inimigo na localidade de Três Bocas.
Depois de vencer os paraguaios no combate naval de Corrientes em 10 de junho, a Força Naval Brasileira, fundeou nas proximidades de um pequeno afluente do rio Paraná, chamado Riachuelo.

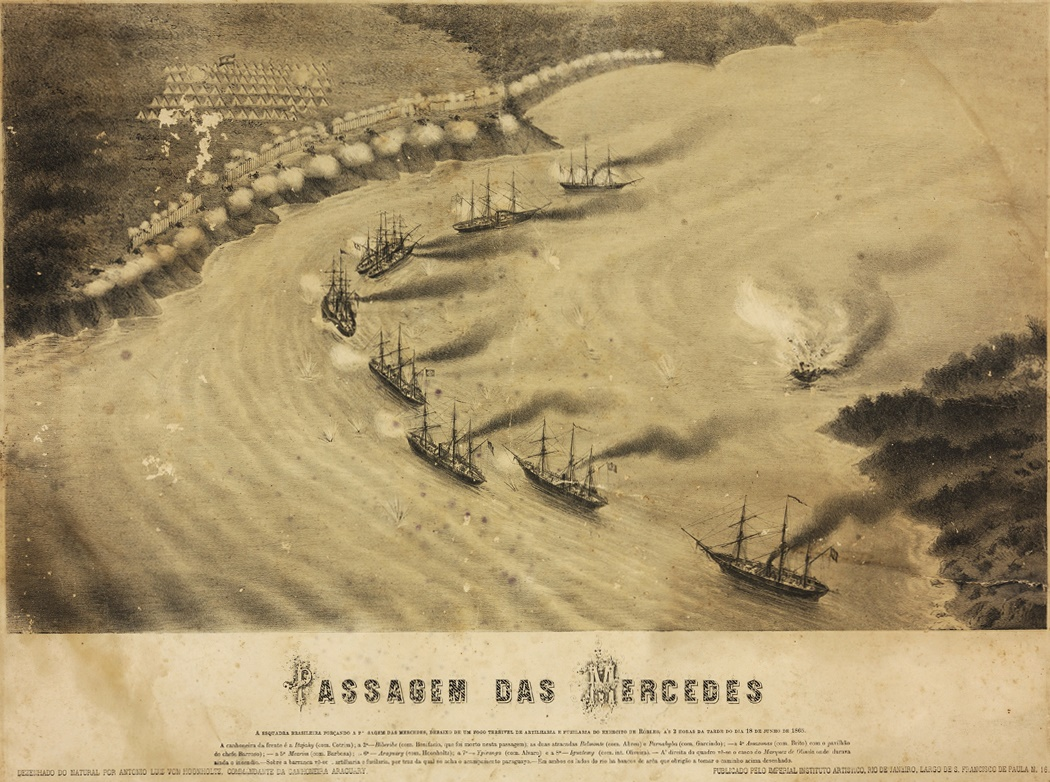
A esquadra brasileira forçando a Passagem das Mercedes, às 2 horas da tarde do dia 18 de junho de 1865, no rio Paraná

O plano paraguaio era: partindo de Humaitá, na noite do dia 10 de junho, seus navios deveriam graduar a velocidade de modo a atingir a esquadra brasileira, de surpresa, nas primeiras horas da madrugada do dia seguinte. Cada navio deveria abordar um dos navios brasileiros e, se algum deles conseguisse repelir a abordagem, teria sua retirada cortada pelas baterias de foguetes e canhões formadas sobre o canal do Riachuelo. Entretanto, uma avaria em um dos navios inimigos permitiu que as duas esquadras se avistassem já às 09:00 horas da manhã do dia 11, o que atrapalhou os planos paraguaios. Parte da guarnição brasileira fora à terra em busca de lenha para suprir a escassez de carvão, e o restante descansava, com exceção dos vigias e dos homens de guarda da tolda. Repentinamente o grito - “Navio à proa!”
Em 11 de junho, a Esquadra de Barroso travou com o inimigo a Batalha Naval o Riachuelo. 
Em 8 de junho, tomou parte na passagem de Mercedes onde posteriormente Joaquim Bonifácio foi morto em combate.
Faleceu em 20 de junho de 1865.

## Carreira

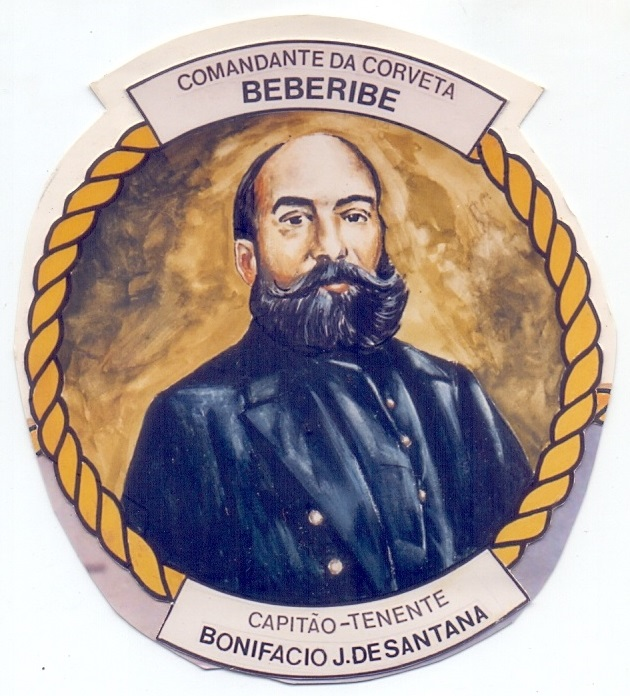
O Capitão-Tenente Bonifácio Joaquim de Sant’Anna quando em seu comando na corveta Beberibe.

Aspirante a Guarda-Marinha: 17 de novembro de 1838
Guarda-Marinha: 1o de dezembro de 1840
Segundo-Tenente: 30 de julho de 1842
Primeiro-Tenente: 14 de março de 1849
Capitão-Tenente: 2 de dezembro de 1860 

## Comandos e Direções

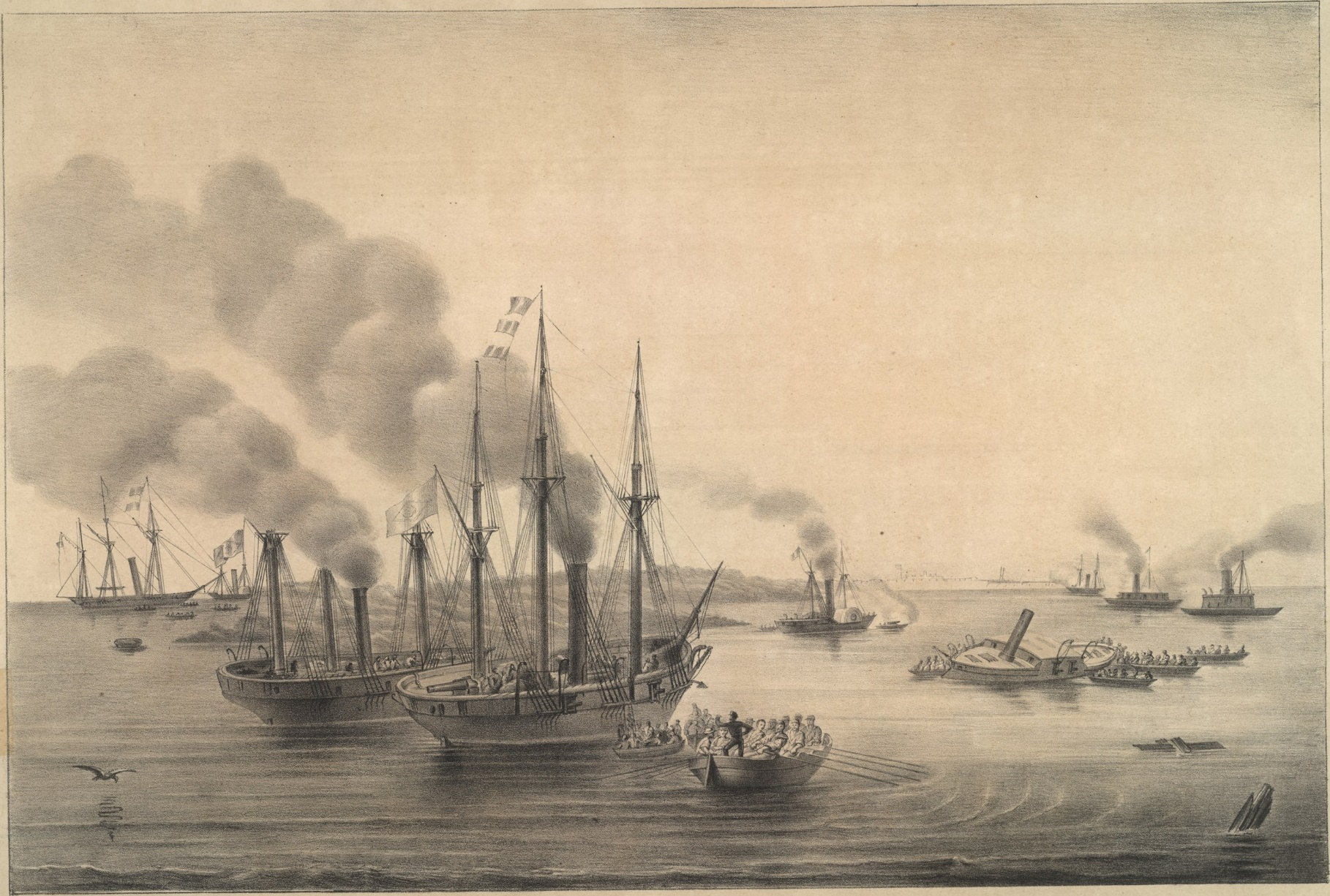
A corveta Beberibe durante a Passagem do Curuzu.

Corveta Regeneração
Brigue Calíope
Brigue Pavuna
Brigue-Escuna Andorinha
Canhoneira Japurá
Brigue-Escuna Fidelidade
Corveta Niterói
Corveta Beberibe

## Comissões
Corveta Regeneração
Brigue-Escuna Pirajá
Escuna Vitória
Escuna Primeiro de Abril
Brigue-Escuna Niterói
Vapor Tétis
Vapor Imperatriz
Brigue Calíope
Brigue-Barca Berenice
Charrua Pernambucana
Corveta Dona Januária
Vapor Pedro II
Vapor Paraense
Corveta Euterpe
Corveta Dona Isabel
Corveta Dois de Julho
Fragata Amazonas
Corveta Niterói

## Medalhas e Condecorações
Medalha da Campanha Naval do Rio da Prata
Imperial Ordem da Rosa
Ordem de São Bento de Aviz (Gran Cruz)